# Ričina
Ričina är ett vattendrag i Bosnien och Hercegovina, på gränsen till Kroatien. Det ligger i den sydvästra delen av landet, 110 km väster om huvudstaden Sarajevo.
Omgivningarna runt Ričina är en mosaik av jordbruksmark och naturlig växtlighet. Runt Ričina är det ganska tätbefolkat, med 75 invånare per kvadratkilometer.